# Kiowa

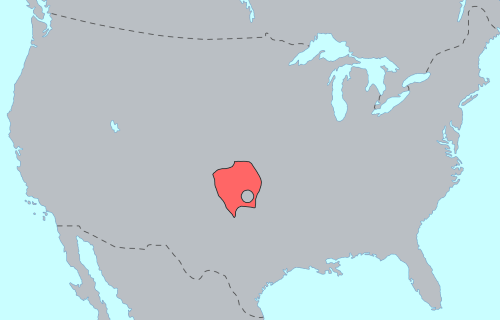
Territorio original de la tribu kiowa.

La tribu kiowa es una de las naciones aborígenes estadounidenses que vivía principalmente en las llanuras del oeste de Texas, Oklahoma y el este de Nuevo México cuando llegaron los primeros europeos. Hoy en día la tribu kiowa tiene reconocimiento federal, con unos 12 000 miembros viviendo en el sudoeste de Oklahoma.

## Historia de la tribu
Los kiowas surgieron en la cuenca norte del río Kootenay, pero emigraron al sur hasta las Colinas Negras en 1650 compartiendo el territorio con la tribu de los indios Crow. Empujados más al sur por la invasión de los cheyennes y los sioux, quienes a su vez fueron expulsados de sus territorios en los Grandes Lagos por las tribus ojibwa, los kiowas descendieron por el río Platte hasta la cuenca del río Arkansas. Allí lucharon con los comanches que ocupaban esa tierra previamente. Alrededor de 1790, los grupos se aliaron y decidieron compartir el área. De ese momento en adelante los comanches y los kiowas desarrollaron profundos lazos de amistad; sus pueblos cazaron, viajaron y lucharon juntos. Un grupo adicional, los apaches de las llanuras (también llamados Kiowa-Apache en inglés), también se unieron a los kiowas en estos años.
Los kiowas vivieron la típica vida de los indios de las llanuras. Mayormente nómadas, sobrevivían a base de carne de bisonte y de los vegetales que recolectaban, vivían en tipis, y dependían de sus caballos para cazar y hacer la guerra. Los kiowas destacaban especialmente en saqueos a larga distancia, llegando por el norte hasta Canadá y por el sur hasta México. Aunque los inviernos en sus tierras eran muy duros, los kiowas se adaptaban fácilmente a ese clima y no solían alejarse muy al sur de sus territorios.
Algunos jefes kiowas famosos fueron Tohausan, Dohausan, Guipahgah (Viejo Jefe Lobo Solitario), Satanta y Satanka (Oso Sentado). Satanta y Satank participaron en el asalto a la caravana de Warren.

## Arte kiowa

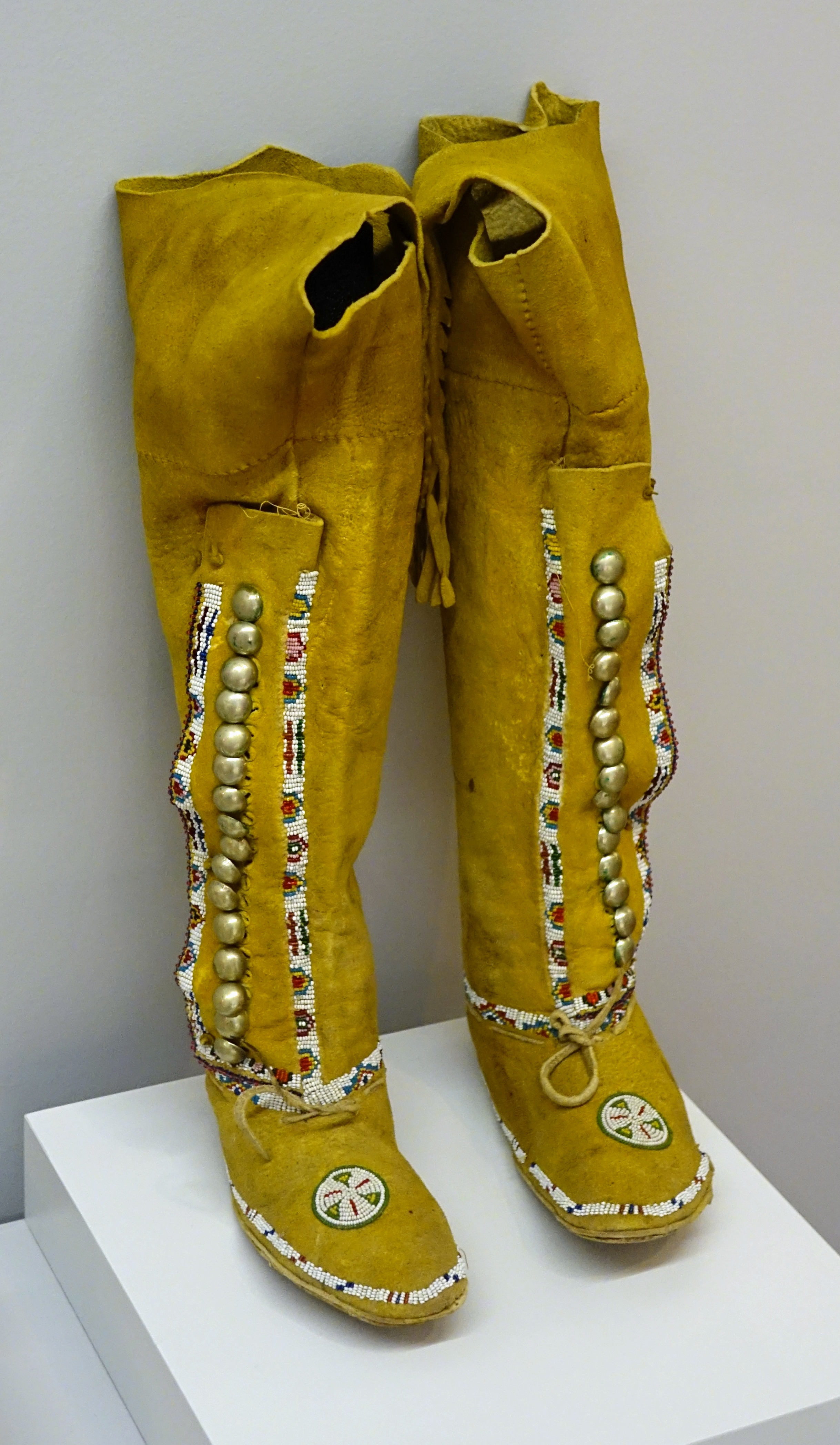
Mocasines altos kiowas de niña. A diferencia de las tribus del norte y el centro de las Grandes Llanuras, los kiowas utilizaban las cuentas de vidrio de manera muy escueta para decorar sus prendas, para así centrar su atención en la apreciación de la belleza de la piel curtida, y en ocasiones, como en este caso, teñida. Museo Nacional de Antropología, Madrid, España.

Los artistas kiowas son muy conocidos por sus expresiones artísticas pictográficas conocidas como "el ledger art de los indios de las llanuras" y también por su contribución al desarrollo del arte contemporáneo de los indios nativos americanos. Los primeros artistas kiowas surgieron de entre los cautivos que el Ejército de los Estados Unidos tenía en Fort Marion, en San Agustín (Florida) al concluir la guerra contra los indios de las llanuras del sur. Entre los artistas kiowas del siglo veinte destacan los Cinco de Kiowa, un grupo de artistas que estudiaron en la Universidad de Oklahoma. Los "Cinco" hacen referencia únicamente a los varones del grupo de estudiantes. El arte pictográfico conocido como "ledger art" era una expresión artística india dominada históricamente por los varones de la cultura india de las llanuras. No obstante, los "Cinco" tienen actualmente un sexto miembro, una mujer llamada Lois Smokey.
El autor kiowa Navarre Scott Momaday ganó el Premio Pulitzer de Ficción en 1969 por su novela House Made of Dawn (La casa hecha de amanecer).
La música kiowa se caracteriza por sus himnos.

## Hechos diversos
- Los kiowas históricos también se extendían por el sudoeste de Colorado y el sudeste de Kansas. Los españoles en Santa Fe mediaron para conseguir un tratado de paz entre los kiowas y los comanches en 1807.

- Diversos estudios etnográficos sitúan el origen de los kiowas en el oeste de Montana al principio del siglo XVII, luego emigraron hasta que llegaron a las Colinas Negras.

- Sherman Chaddlesone, un miembro "alistado" en la tribu kiowa, es también uno de los mayores exponentes del arte "Ledger" de los kiowas.

- Los kiowas son los creadores de la "danza Gourd".